# Liga dos Campeões da CAF de 2015 – Fases de Qualificação
As Rodadas de Qualificação da Liga dos Campeões da CAF de 2015 foram disputadas entre 13 de fevereiro e 3 maio de 2015. Decidiu as oito equipes que avançam para a fase de grupos.

## Sorteio
O sorteio para esta fase ocorreu em 22 de dezembro de 2014 na sede da CAF no Cairo, Egito.

## Calendário
| Fase            | Partidas de ida    | Partidas de volta            |
| --------------- | ------------------ | ---------------------------- |
| Fase preliminar | 13–15 de fevereiro | 27 de fevereiro – 1 de março |
| Primeira fase   | 13–15 de março     | 3–5 de abril                 |
| Segunda fase    | 17–19 de abril     | 1–3 de maio                  |

## Fase preliminar
| Equipe 1                 | Total       | Equipe 2                  | 1.º jogo | 2.º jogo |
| ------------------------ | ----------- | ------------------------- | -------- | -------- |
| Mbabane Swallows         | 1–2         | ZESCO United              | 1–1      | 0–1      |
| Séwé Sport               | 2–3         | AS Kaloum                 | 1–2      | 1–1      |
| USM Alger                | 4–3         | Foullah Edifice           | 3–0      | 1–3      |
| AS Pikine                | 1–0         | Etoile Filante            | 1–0      | 0–0      |
| Al-Hilal                 | 2–1         | KMKM                      | 2–0      | 0–1      |
| Fomboni Club             | 2–3         | Big Bullets               | 0–1      | 2–2      |
| Recreativo do Libolo     | 3–3 (gf)    | SM Sanga Balende          | 3–1      | 0–2      |
| Kampala City Council     | 1–3         | Cosmos de Bafia           | 1–0      | 0–3      |
| Azam                     | 2–3         | Al-Merreikh               | 2–0      | 0–3      |
| LLB Académic             | 0–1         | Kabuscorp                 | 0–0      | 0–1      |
| Sony Elá Nguema          | 1–2         | AC Semassi                | 1–1      | 0–1      |
| MC El-Eulma              | 2–2 (gf)    | Saint George              | 1–0      | 1–2      |
| East End Lions           | w/o         | Asante Kotoko             | —        | —        |
| Enyimba                  | 4–0         | Buffles du Borgou         | 3–0      | 1–0      |
| Al-Ahli Trípoli          | 1–1 (3–5 p) | Smouha                    | 1–0      | 0–1      |
| Gor Mahia                | 3–3 (gf)    | CNaPS Sport               | 1–0      | 2–3      |
| Liga Muçulmana           | 1–2         | APR                       | 0–0      | 1–2      |
| Club Olympique de Bamako | 2–3         | Moghreb Tétouan           | 2–0      | 0–3      |
| Al-Malakia               | 0–5         | Kano Pillars              | 0–2      | 0–3      |
| Real de Banjul           | 2–1         | Barrack Young Controllers | 1–1      | 1–0      |
| Kaizer Chiefs            | 3–1         | Township Rollers          | 2–1      | 1–0      |
| Raja Casablanca          | 6–2         | Diables Noirs             | 4–0      | 2–2      |
| St Michel United         | 1–4         | Mamelodi Sundowns         | 1–1      | 0–3      |
| AS Mangasport            | 1–0         | Bantu                     | 1–0      | 0–0      |
| Stade Malien             | 1–1 (gf)    | AS GNN                    | 0–0      | 1–1      |

| 15 de fevereiro | Mbabane Swallows | 1 – 1     | ZESCO United | Estádio Nacional Somhlolo, Lobamba  |
| 15:30 (UTC+2)   | Badenhorst 90'   | Relatório | Zulu 45'     | Árbitro: LES Mohau John Sentso John |

| 28 de fevereiro | ZESCO United | 1 – 0     | Mbabane Swallows | Estádio Levy Mwanawasa, Ndola |
| 15:00 (UTC+2)   | Zulu 28'     | Relatório |                  | Árbitro: ANG Joao Amado Goma  |

ZESCO United venceu por 2–1 no placar agregado e avançou a próxima fase.
| 14 de fevereiro | Séwé Sport   | 1 – 2     | AS Kaloum             | Stade Robert Champroux, Abidjã |
| 15:30 (UTC+0)   | Pathinvo 68' | Relatório | Ballo 19' · Konté 74' | Árbitro: SEN Daouda Gueye      |

| 1 de março    | AS Kaloum    | 1 – 1     | Séwé Sport | Stade du 26 Mars, Bamako (Mali)   |
| 17:00 (UTC+0) | Kassongo 45' | Relatório | Guiza 74'  | Árbitro: GHA Hamidu Seidu Bomison |

Nota: A partida de volta foi disputada fora de Guiné devido ao surto de ébola no país.
AS Kaloum venceu por 3–2 no placar agregado e avançou a próxima fase.
| 15 de fevereiro | USM Alger                                     | 3 – 0     | Foullah Edifice | Stade Omar Hamadi, Argel        |
| 18:00 (UTC+1)   | Chafaï 4' · Belaïli 57' (pen) · Carolus 90+6' | Relatório |                 | Árbitro: LBY Wahid Tamuni Salah |

| 1 de março    | Foullah Edifice | 3 – 1     | USM Alger | Stade Omnisports Idriss Mahamat Ouya, N'Djamena |
| 15:00 (UTC+1) |                 | Relatório |           | Árbitro: NIG Ibrahim Mamane                     |

USM Alger venceu por 4–3 no placar agregado e avançou a próxima fase.
| 14 de fevereiro | AS Pikine | 1 – 0     | Etoile Filante | Stade Demba Diop, Dakar      |
| 16:30 (UTC+0)   | Wade 84'  | Relatório |                | Árbitro: CPV Fabricio Duarte |

| 1 de março    | Etoile Filante | 0 – 0     | AS Pikine | Stade du 4 Août, Ouagadougou        |
| 16:00 (UTC+0) |                | Relatório |           | Árbitro: BEN Akintoye Germain Koole |

AS Pikine venceu por 1–0 no placar agregado e avançou a próxima fase.
| 15 de fevereiro | Al-Hilal             | 2 – 0     | KMKM | Estádio Al-Hilal, Ondurmã             |
| 20:00 (UTC+3)   | Hamid 27' · Kébé 48' | Relatório |      | Árbitro: ERI Luelseghed Ghebremichael |

| 28 de fevereiro | KMKM | 1 – 0     | Al-Hilal | Estádio Amaan, Cidade de Zanzibar |
| 16:30 (UTC+3)   |      | Relatório |          | Árbitro: UGA Brian Nsubuga Miiro  |

Al-Hilal venceu por 2–1 no placar agregado e avançou a próxima fase.
| 15 de fevereiro | Fomboni Club | 0 – 1     | Big Bullets  | Stade de Beaumer, Moroni         |
| 15:00 (UTC+3)   |              | Relatório | Kumwenda 90' | Árbitro: MRI Dharamveer Hurbungs |

| 28 de fevereiro | Big Bullets                | 2 – 2     | Fomboni Club            | Estádio Kamuzu, Blantyre            |
| 14:30 (UTC+2)   | Limbani 35' · Kumwenda 42' | Relatório | Alphonse 52', 56' (pen) | Árbitro: MOZ Anibal Armando Antonio |

Big Bullets venceu por 3–2 no placar agregado e avançou a próxima fase.
| 14 de fevereiro | Recreativo do Libolo                | 3 – 1     | SM Sanga Balende | Estádio Municipal de Calulo, Calulo    |
| 15:00 (UTC+1)   | Diawara 14' · Fredy 21' · Dário 45' | Relatório | Mukundi 58'      | Árbitro: BOT Lekgotla Leonard Johannes |

| 1 de março    | SM Sanga Balende                 | 2 – 0     | Recreativo do Libolo | Stade Tata Raphaël, Kinshasa    |
| 15:30 (UTC+1) | Mukundi 35' (pen) · Limbombe 42' | Relatório |                      | Árbitro: RWA Gervais Munyanziza |

3–3 no placar agregado. SM Sanga Balende avançou a próxima fase pela regra do gol fora de casa.
| 14 de fevereiro | Kampala City Council | 1 – 0     | Cosmos de Bafia | Estádio Nacional Mandela, Kampala |
| 16:00 (UTC+3)   | Wasswa 83'           | Relatório |                 | Árbitro: BDI Eric Gasinzigwa      |

| 1 de março    | Cosmos de Bafia                   | 3 – 0     | Kampala City Council | Stade de la Réunification, Duala  |
| 15:30 (UTC+1) | Ekamba 33' · Tombi Alemi 70', 90' | Relatório |                      | Árbitro: CTA Jean-Marc Ganamandji |

Cosmos de Bafia venceu por 3–1 no placar agregado e avançou a próxima fase.
| 15 de fevereiro | Azam                     | 2 – 0     | Al-Merreikh | Estádio Chamazi, Dar es Salaam   |
| 17:00 (UTC+3)   | Kavumbagu 9' · Bocco 71' | Relatório |             | Árbitro: SOM Hassan Mohamed Hagi |

| 28 de fevereiro | Al-Merreikh                                | 3 – 0     | Azam | Estádio Al-Merrikh, Ondurmã   |
| 20:00 (UTC+3)   | Abdel Gadir 10' · Abdallah 85' · Wanga 90' | Relatório |      | Árbitro: ZAM Wellington Kaoma |

Al-Merreikh venceu por 3–2 no placar agregado e avançou a próxima fase.
| 14 de fevereiro | LLB Académic | 0 – 0     | Kabuscorp | Estádio Princípe Louis Rwagasore, Bujumbura |
| 17:30 (UTC+2)   |              | Relatório |           | Árbitro: KEN Sylvester Kirwa                |

| 28 de fevereiro | Kabuscorp  | 1 – 0     | LLB Académic | Estádio dos Coqueiros, Luanda |
| 16:00 (UTC+1)   | Meyong 13' | Relatório |              | Árbitro: ZAM Wisdom Chewe     |

Kabuscorp venceu por 1–0 no placar agregado e avançou a próxima fase.
| 15 de fevereiro | Sony Elá Nguema | 1 – 1     | AC Semassi | Estadio Internacional, Malabo               |
| 17:00 (UTC+1)   |                 | Relatório |            | Árbitro: CGO Messie Jessie Nkounkou Mvoutou |

| 1 de março    | AC Semassi | 1 – 0     | Sony Elá Nguema | Stade Municipal, Lomé     |
| 15:00 (UTC+0) |            | Relatório |                 | Árbitro: NGA Abubakar Ago |

AC Semassi venceu por 2–1 no placar agregado e avançou a próxima fase.
| 14 de fevereiro | MC El-Eulma | 1 – 0     | Saint George | Stade Messaoud Zougar, El Eulma |
| 18:00 (UTC+1)   | Hamiti 45'  | Relatório |              | Árbitro: TUN Nasrallah Jawadi   |

| 1 de março    | Saint George | 2 – 1     | MC El-Eulma | Estádio Bahir Dar, Bahir Dar |
| 16:00 (UTC+3) |              | Relatório |             | Árbitro: DJI Farah Aden Ali  |

2–2 no placar agregado. MC El-Eulma avançou a próxima fase pela regra do gol fora de casa.
| 13–15 de fevereiro de 2015 | East End Lions | Cancelada | Asante Kotoko |  |
|                            |                |           |               |  |

| 27 de fevereiro – 1 de março | Asante Kotoko | Cancelada | East End Lions |  |
|                              |               |           |                |  |

Asante Kotoko avançou à segunda fase após a desistência do East End Lions.
| 15 de fevereiro | Enyimba                              | 3 – 0     | Buffles du Borgou | Estádio Internacional Enyimba, Aba |
| 16:00 (UTC+1)   | Etor 7' · Sokari 83' · Onyekachi 90' | Relatório |                   | Árbitro: CIV Tangba Kambou         |

| 1 de março    | Buffles du Borgou | 0 – 1     | Enyimba     | Stade de l'Amitié, Cotonou |
| 16:00 (UTC+1) |                   | Relatório | Abalogu 50' | Árbitro: BFA Louis Sanou   |

Enyimba venceu por 4–0 no placar agregado e avançou a próxima fase.
| 13 de fevereiro | Al-Ahli Trípoli      | 1 – 0     | Smouha | Stade El Menzah, Tunes (Tunísia) |
| 14:00 (UTC+1)   | Al Ghanodi 49' (pen) | Relatório |        | Árbitro: ALG Mohamed Benouza     |

Nota: Partida de ida disputada fora da Líbia devido problemas com a segurança.
| 28 de fevereiro | Smouha          | 1 – 0     | Al-Ahli Trípoli | Estádio de Alexandria, Alexandria |
| 17:00 (UTC+2)   | Amin 53' (pen.) | Relatório |                 | Árbitro: MAR Hicham Tiazi         |

1–1 no placar agregado. Smouha venceu por 5–3 na disputa por pênaltis e avançou a próxima fase.
|  |       | Penalidades |
|  | 5 – 3 |             |

| 14 de fevereiro | Gor Mahia       | 1 – 0     | CNaPS Sport | Estádio Nacional Nyayo, Nairóbi |
| 16:00 (UTC+3)   | Abondo 2' (pen) | Relatório |             | Árbitro: UGA Denis Batte        |

| 1 de março    | CNaPS Sport                     | 3 – 2     | Gor Mahia                 | Estádio Municipal Mahamasina, Antananarivo |
| 14:30 (UTC+3) | Ralaidimy 7' · Vombola 37', 44' | Relatório | Abondo 29' · Odhiambo 90' | Árbitro: SEY Nelson Fred                   |

3–3 no placar agregado. Gor Mahia avançou a próxima fase pela regra do gol fora de casa.
| 15 de fevereiro | Liga Muçulmana | 0 – 0     | APR | Estádio da Matola, Maputo    |
| 15:30 (UTC+2)   |                | Relatório |     | Árbitro: NAM Leston Nangombe |

| 28 de fevereiro | APR                           | 2 – 1     | Liga Muçulmana      | Estádio Amahoro, Kigali           |
| 15:30 (UTC+2)   | Mubumbyi 84' · Mugiraneza 87' | Relatório | Mustafá Arnaldo 48' | Árbitro: SSD Gait Metodious Oting |

APR venceu por 2–1 no placar agregado e avançou a próxima fase.
| 13 de fevereiro | Club Olympique de Bamako | 2 – 0     | Moghreb Tétouan | Stade Modibo Kéïta, Bamako      |
| 16:00 (UTC+0)   | Diarra 53' (pen), 68'    | Relatório |                 | Árbitro: SEN Falou Galasse Kane |

| 28 de fevereiro | Moghreb Tétouan                      | 3 – 0     | Club Olympique de Bamako | Saniat Rmel, Tetuão         |
| 18:00 (UTC+0)   | Iajour 12' · Abarhoun 26' · Naim 78' | Relatório |                          | Árbitro: TUN Haithem Kossaï |

Moghreb Tétouan venceu por 3–2 no placar agregado e avançou a próxima fase.
| 14 de fevereiro | Al-Malakia | 0 – 2     | Kano Pillars            | Estádio Juba, Juba          |
| 16:00 (UTC+3)   |            | Relatório | Gambo 49' · Obiozor 68' | Árbitro: ETH Lemma Nigussie |

| 28 de fevereiro | Kano Pillars                  | 3 – 0     | Al-Malakia | Estádio Sani Abacha, Kano           |
| 16:00 (UTC+1)   | Gambo 38', 89' · Hassan 90+3' | Relatório |            | Árbitro: TOG Kossi Blewoussi Azalek |

Kano Pillars venceu por 5–0 no placar agregado e avançou a próxima fase.
| 14 de fevereiro | Real de Banjul | 1 – 1     | Barrack Young Controllers | Banjul Mini-Stadium, Banjul |
| 16:00 (UTC+0)   | Sawo 80'       | Relatório | Jabateh 3'                | Árbitro: GUI Yakhouba Keita |

| 7 de março    | Barrack Young Controllers | 0 – 1     | Real de Banjul | Banjul Mini-Stadium, Banjul (Gâmbia) |
| 16:30 (UTC+0) |                           | Relatório | Jarju 30'      | Árbitro: MLI Boubou Traoré           |

Real de Banjul venceu por 2–1 no placar agregado e avançou a próxima fase.
Nota: A partia de volta foi disputa fora da Libéria devido ao surto de ébola no país. A partida estava marcada para o Stade du 26 Mars em Bamako no Mali, para o dia 1 de março porém a Federação de Futebol do Mali não autorizou o Barrack Young Controllers jogar no estádio. A partida foi disputada na Gâmbia em 7 de março.
| 14 de fevereiro | Kaizer Chiefs              | 2 – 1     | Township Rollers | Soccer City, Joanesburgo         |
| 19:30 (UTC+2)   | Rusike 6' · Mashamaite 90' | Relatório | Boy 47'          | Árbitro: COM Ansudane Soulaimane |

| 28 de fevereiro | Township Rollers | 0 – 1     | Kaizer Chiefs | Estádio Nacional, Gaborone  |
| 15:00 (UTC+2)   |                  | Relatório | Nkosi 28'     | Árbitro: MWI Duncan Lengani |

Kaizer Chiefs venceu por 3–1 no placar agregado e avançou a próxima fase.
| 13 de fevereiro | Raja Casablanca                                      | 4 – 0     | Diables Noirs | Estádio Mohamed V, Casablanca |
| 20:00 (UTC+0)   | Guehi 10' · Osaguona 70' · Karrouchy 89' · Jbira 90' | Relatório |               | Árbitro: EGY Mahmoud Ashour   |

| 1 de março    | Diables Noirs          | 2 – 2     | Raja Casablanca           | Stade Municipal, Pointe-Noire     |
| 15:30 (UTC+1) | Ebengo 82' · Mvete 88' | Relatório | Mabidé 41' · Osaguona 54' | Árbitro: CMR Mal Souley Mohamadou |

Raja Casablanca  venceu por 6–2 no placar agregado e avançou a próxima fase.
| 14 de fevereiro | St Michel United | 1 – 1     | Mamelodi Sundowns | Stade Linité, Victoria          |
| 16:30 (UTC+4)   | Waye-Hive 65'    | Relatório | Billiat 83'       | Árbitro: SWZ Mbongiseni Fakudze |

| 28 de fevereiro | Mamelodi Sundowns                  | 3 – 0     | St Michel United | Estádio Lucas Masterpieces Moripe, Pretória |
| 19:00 (UTC+2)   | Moriri 7' (pen), 53' · Mashego 89' | Relatório |                  | Árbitro: MRI Dharamveer Hurbungs            |

Mamelodi Sundowns venceu por 4–1 no placar agregado e avançou a próxima fase.
| 14 de fevereiro | AS Mangasport | 1 – 0     | Bantu | Stade Henri Sylvoz, Moanda         |
| 15:30 (UTC+1)   |               | Relatório |       | Árbitro: STP Ditonil Da Costa Lima |

| 1 de março    | Bantu | 0 – 0     | AS Mangasport | Estádio Setsoto, Maseru       |
| 15:30 (UTC+2) |       | Relatório |               | Árbitro: RSA Victor Hlungwani |

AS Mangasport venceu por 1–0 no placar agregado e avançou a próxima fase.
| 14 de fevereiro | Stade Malien | 0 – 0     | AS GNN | Stade Modibo Kéïta, Bamako               |
| 16:30 (UTC+0)   |              | Relatório |        | Árbitro: GNB Gilberto Antonio dos Santos |

| 27 de fevereiro | AS GNN      | 1 – 1     | Stade Malien | Stade Municipal, Niamey     |
| 17:00 (UTC+1)   | Talatou 61' | Relatório | Bangoura 81' | Árbitro: CIV Bienvenu Sinko |

1–1 no placar agregado. Stade Malien avançou a próxima fase pela regra do gol fora de casa.

## Primeira fase
| Equipe 1          | Total       | Equipe 2           | 1.º jogo | 2.º jogo |
| ----------------- | ----------- | ------------------ | -------- | -------- |
| ZESCO United      | 2–2 (4–5 p) | AS Kaloum          | 1–1      | 1–1      |
| USM Alger         | 6–2         | AS Pikine          | 5–1      | 1–1      |
| Al-Hilal          | 5–1         | Big Bullets        | 4–0      | 1–1      |
| Coton Sport       | 0–2         | SM Sanga Balende   | 0–0      | 0–2      |
| Cosmos de Bafia   | 1–4         | Espérance de Tunis | 0–1      | 1–3      |
| Al-Merreikh       | 3–2         | Kabuscorp          | 2–0      | 1–2      |
| AC Semassi        | 0–6         | CS Sfaxien         | 0–5      | 0–1      |
| MC El-Eulma       | 2–1         | Asante Kotoko      | 0–0      | 2–1      |
| Enyimba           | 1–2         | Smouha             | 1–0      | 0–2      |
| Gor Mahia         | 0–2         | AC Léopards        | 0–1      | 0–1      |
| APR               | 0–4         | Al-Ahly            | 0–2      | 0–2      |
| Moghreb Tétouan   | 5–2         | Kano Pillars       | 4–0      | 1–2      |
| Real de Banjul    | 1–3         | ES Sétif           | 1–1      | 0–2      |
| Kaizer Chiefs     | 0–3         | Raja Casablanca    | 0–1      | 0–2      |
| Mamelodi Sundowns | 2–3         | TP Mazembe         | 1–0      | 1–3      |
| AS Mangasport     | 2–5         | Stade Malien       | 1–3      | 1–2      |

| 14 de março   | ZESCO United | 1 – 1     | AS Kaloum  | Estádio Levy Mwanawasa, Ndola |
| 15:00 (UTC+2) | Zulu 90'     | Relatório | Soumah 58' | Árbitro: TAN Israel Mujuni    |

| 5 de abril    | AS Kaloum | 1 – 1     | ZESCO United | Stade Modibo Kéïta, Bamako (Mali)  |
| 17:00 (UTC+0) |           | Relatório | Zulu 41'     | Árbitro: MAR Noureddine El Jaafari |

|  |       | Penalidades |
|  | 4 – 5 |             |

Nota: A partida de volta foi disputada fora de Guiné devido ao surto de ebola no país.
2–2 no placar agregado. AS Kaloum venceu por 5–4 na disputa por pênaltis e avançou a próxima fase.
| 15 de março   | USM Alger                                                           | 5 – 1     | AS Pikine | Stade Omar Hamadi, Argel             |
| 18:00 (UTC+1) | Bouchema 12' · Beldjilali 22' · Meftah 53' (pen), 81' · Belaïli 70' | Relatório | Niang 9'  | Árbitro: EGY Mahmoud Zakria El Banna |

| 3 de abril    | AS Pikine | 1 – 1     | USM Alger  | Stade Demba Diop, Dakar             |
| 17:00 (UTC+0) | Sow 25'   | Relatório | Koudri 79' | Árbitro: GHA Cecil Amatey Fleischer |

USM Alger venceu por 6–2 no placar agregado e avançou a próxima fase.
| 15 de março   | Al-Hilal                              | 4 – 0     | Big Bullets | Estádio Al-Hilal, Ondurmã   |
| 20:00 (UTC+3) | Careca 9', 50' · Kébé 12' · Hamid 84' | Relatório |             | Árbitro: RWA Hudu Munyemana |

| 5 de abril | Big Bullets           | 1 – 1     | Al-Hilal | Estádio Kamuzu, Blantyre  |
| (UTC+2)    | Chilapondwa 53' (pen) | Relatório | Kébé 53' | Árbitro: RSA Victor Gomes |

Al-Hilal venceu por 5–1 no placar agregado e avançou a próxima fase.
| 14 de março   | Coton Sport | 0 – 0     | SM Sanga Balende | Estádio Roumdé Adjia, Garoua     |
| 15:30 (UTC+1) |             | Relatório |                  | Árbitro: NGR Joshua Opeyemi Amao |

| 5 de abril    | SM Sanga Balende                  | 2 – 0     | Coton Sport | Stade Tata Raphaël, Kinshasa |
| 15:30 (UTC+1) | Mukundi 78' (pen) · Badibanga 86' | Relatório |             | Árbitro: KEN Sylvester Kirwa |

SM Sanga Balende venceu por 2–0 no placar agregado e avançou a próxima fase.
| 15 de março   | Cosmos de Bafia | 0 – 1     | Espérance de Tunis | Stade de la Réunification, Duala        |
| 15:30 (UTC+1) |                 | Relatório | Afful 89'          | Árbitro: ANG Helder Martins De Carvalho |

| 5 de abril    | Espérance de Tunis                          | 3 – 1     | Cosmos de Bafia | Stade Olympique de Radès, Radès |
| 17:00 (UTC+1) | N'Djeng 33' (pen), 45' (pen) · Ghaylène 67' | Relatório | Yacoubi 27'     | Árbitro: MLI Mahamadou Keita    |

Espérance de Tunis venceu por 4–1 no placar agregado e avançou a próxima fase.
| 14 de março   | Al-Merreikh            | 2 – 0     | Kabuscorp | Estádio Al-Merrikh, Ondurmã         |
| 20:00 (UTC+3) | Dufor 24' · Coffie 49' | Relatório |           | Árbitro: LBY Abdallah Baesus Ashraf |

| 4 de abril    | Kabuscorp              | 2 – 1     | Al-Merreikh  | Estádio dos Coqueiros, Luanda |
| 16:00 (UTC+1) | Mputu 39' · Meyong 85' | Relatório | Almadina 75' | Árbitro: NAM Jackson Pavaza   |

Al-Merreikh venceu por 3–2 no placar agregado e avançou a próxima fase.
| 15 de março   | AC Semassi | 0 – 5     | CS Sfaxien                                                          | Stade de Kégué, Lomé          |
| 15:30 (UTC+0) |            | Relatório | Hadda 11' · Ali Moncer 23' · Khenisse 75' · Hkimi 87' · Maâloul 89' | Árbitro: MOZ Samuel Chirindza |

| 5 de abril    | CS Sfaxien  | 1 – 0     | AC Semassi | Stade Taïeb Mhiri, Sfax     |
| 18:00 (UTC+1) | Noubissi 3' | Relatório |            | Árbitro: GAM Bakary Gassama |

CS Sfaxien venceu por 6–0 no placar agregado e avançou a próxima fase.
| 14 de março   | MC El-Eulma | 0 – 0     | Asante Kotoko | Stade Messaoud Zougar, El Eulma |
| 17:00 (UTC+1) |             | Relatório |               | Árbitro: CMR Néant Alioum       |

| 5 de abril    | Asante Kotoko | 1 – 2     | MC El-Eulma                  | Estádio Baba Yara, Kumasi             |
| 15:00 (UTC+0) | Ampong 40'    | Relatório | Derrardja 60' · Hamiti 90+5' | Árbitro: SDN El Fadil Mohamed Hussein |

MC El-Eulma venceu por 2–1 no placar agregado e avançou a próxima fase.
| 15 de março   | Enyimba      | 1 – 0     | Smouha | Estádio Internacional Enyimba, Aba |
| 16:00 (UTC+1) | Boumsong 52' | Relatório |        | Árbitro: RSA Daniel Bennett        |

| 5 de abril    | Smouha                         | 2 – 0     | Enyimba | Estádio de Alexandria, Alexandria |
| 17:00 (UTC+2) | El-Agazy 82' (pen) · Kouao 90' | Relatório |         | Árbitro: TUN Slim Belkhouas       |

Smouha venceu por 2–1 no placar agregado e avançou a próxima fase.
| 15 de março   | Gor Mahia | 0 – 1     | AC Léopards | Estádio Nacional Nyayo, Nairóbi |
| 16:00 (UTC+3) |           | Relatório | Gandzé 50'  | Árbitro: MRI Parmendra Nunkoo   |

| 5 de abril    | AC Léopards | 1 – 0     | Gor Mahia | Stade Denis Sassou Nguesso, Dolisie |
| 15:30 (UTC+1) | Gandzé 45'  | Relatório |           | Árbitro: RWA Louis Hakizimana       |

AC Léopards venceu por 2–1 no placar agregado e avançou a próxima fase.
| 14 de março   | APR | 0 – 2     | Al-Ahly         | Estádio Amahoro, Kigali    |
| 15:30 (UTC+2) |     | Relatório | Moteab 65', 83' | Árbitro: ZAM Janny Sikazwe |

| 4 de abril    | Al-Ahly          | 2 – 0     | APR | Estádio Internacional do Cairo, Cairo |
| 19:00 (UTC+2) | Zakaria 31', 49' | Relatório |     | Árbitro: ERI Luelseghed Ghebremichael |

Al-Ahly venceu por 4–0 no placar agregado e avançou a próxima fase.
| 21 de março   | Moghreb Tétouan                     | 4 – 0     | Kano Pillars | Saniat Rmel, Tetuão                          |
| 20:00 (UTC+0) | Iajour 13', 26', 34' · Krouch 90+1' | Relatório |              | Árbitro: CPV Antonio Manuel Fortes Rodrigues |

| 4 de abril    | Kano Pillars           | 2 – 1     | Moghreb Tétouan | Estádio Sani Abacha, Kano |
| 16:00 (UTC+1) | Omayarue 58' · Ali 89' | Relatório | Iajour 33'      | Árbitro: CIV Kouame N'dri |

Nota: A partida de ida foi adidada em uma semana após cinco jogadores do Kano Pillars ficarem feridos em um tiroteio em 5 de março.
Moghreb Tétouan venceu por 5–2 no placar agregado e avançou a próxima fase.
| 14 de março   | Real de Banjul | 1 – 1     | ES Sétif    | Box Bar Mini-Stadium, Brikama |
| 16:30 (UTC+0) | Jallow 54'     | Relatório | Bouchar 79' | Árbitro: MTN Ali Lemghaifry   |

| 3 de abril    | ES Sétif                | 2 – 0     | Real de Banjul | Estádio 8 de Maio de 1945, Setif |
| 20:30 (UTC+1) | Zerara 20' · Younès 47' | Relatório |                | Árbitro: CIV Denis Dembele       |

ES Sétif venceu por 3–1 no placar agregado e avançou a próxima fase.
| 14 de março   | Kaizer Chiefs | 0 – 1     | Raja Casablanca | Estádio Moses Mabhida, Durban   |
| 19:00 (UTC+2) |               | Relatório | Osaguona 7'     | Árbitro: GAB Eric Otogo-Castane |

| 5 de abril    | Raja Casablanca     | 2 – 0     | Kaizer Chiefs | Estádio Mohamed V, Casablanca |
| 19:00 (UTC+1) | Osaguona 87', 90+3' | Relatório |               | Árbitro: SEN Malang Diedhiou  |

Raja Casablanca venceu por 3–0 no placar agregado e avançou a próxima fase.
| 14 de março   | Mamelodi Sundowns | 1 – 0     | TP Mazembe | Estádio Loftus Versfeld, Pretória |
| 19:00 (UTC+2) | Billiat 86'       | Relatório |            | Árbitro: MAD Hamada Nampiandraza  |

| 5 de abril    | TP Mazembe                            | 3 – 1     | Mamelodi Sundowns | Stade TP Mazembe, Lubumbashi |
| 15:30 (UTC+2) | Kalaba 36' · Samatta 44' · Assalé 57' | Relatório | Tau 84'           | Árbitro: ETH Tessema Bamlak  |

TP Mazembe venceu por 3–2 no placar agregado e avançou a próxima fase.
| 14 de março   | AS Mangasport     | 1 – 3     | Stade Malien                 | Stade Henri Sylvoz, Moanda        |
| 15:30 (UTC+1) | Yakouya 71' (pen) | Relatório | Cissé 40', 85' · Sissoko 47' | Árbitro: CTA Jean Marc Ganamandji |

| 4 de abril    | Stade Malien               | 2 – 1     | AS Mangasport | Stade Modibo Kéïta, Bamako         |
| 17:00 (UTC+0) | Coulibaly 20' · Traore 25' | Relatório |               | Árbitro: NGR Ferdinand Udoh Aniete |

Stade Malien venceu por 5–2 no placar agregado e avançou a próxima fase.

## Segunda fase
| Equipe 1         | Total       | Equipe 2           | 1.º jogo | 2.º jogo |
| ---------------- | ----------- | ------------------ | -------- | -------- |
| USM Alger        | 3–2         | AS Kaloum          | 2–1      | 1–1      |
| SM Sanga Balende | 0–2         | Al-Hilal           | 0–1      | 0–1      |
| Al-Merreikh      | 2–2 (gf)    | Espérance de Tunis | 1–0      | 1–2      |
| MC El-Eulma      | 1–1 (7–6 p) | CS Sfaxien         | 1–0      | 0–1      |
| AC Léopards      | 1–2         | Smouha             | 1–0      | 0–2      |
| Moghreb Tétouan  | 1–1 (4–3 p) | Al-Ahly            | 1–0      | 0–1      |
| Raja Casablanca  | 4–4 (1–4 p) | ES Sétif           | 2–2      | 2–2      |
| Stade Malien     | 3–4         | TP Mazembe         | 2–2      | 1–2      |

| 19 de abril   | USM Alger                    | 2 – 1     | AS Kaloum   | Stade Omar Hamadi, Argel |
| 18:00 (UTC+1) | Chafaï 45+5' · Benmoussa 59' | Relatório | Kasongo 55' | Árbitro: BFA Juste Zio   |

| 3 de maio     | AS Kaloum   | 1 – 1     | USM Alger   | Stade Modibo Kéïta, Bamako (Mali) |
| 17:00 (UTC+0) | Kasongo 74' | Relatório | Carolus 53' | Árbitro: SDN Mutaz Khairalla      |

Nota: A partida de volta será disputada fora de Guiné devido ao surto de ébola no país.
| 19 de abril   | SM Sanga Balende | 0 – 1     | Al-Hilal       | Stade Tata Raphaël, Kinshasa |
| 15:30 (UTC+1) |                  | Relatório | El Shigail 83' | Árbitro: EGY Ghead Grisha    |

| 3 de maio     | Al-Hilal   | 1 – 0     | SM Sanga Balende | Estádio Al-Hilal, Ondurmã      |
| 20:00 (UTC+3) | Masawi 61' | Relatório |                  | Árbitro: ALG Mehdi Abid Charef |

| 18 de abril   | Al-Merreikh | 1 – 0     | Espérance de Tunis | Estádio Al-Merrikh, Ondurmã |
| 20:00 (UTC+3) | Hado 24'    | Relatório |                    | Árbitro: BOT Joshua Bondo   |

| 3 de maio     | Espérance de Tunis        | 2 – 1     | Al-Merreikh | Stade Olympique de Radès, Radès |
| 16:00 (UTC+1) | N'Djeng 61' · Jaber 90+1' | Relatório | Dufor 14'   | Árbitro: RSA Daniel Bennett     |

| 19 de abril   | MC El-Eulma   | 1 – 0     | CS Sfaxien | Stade Messaoud Zougar, El Eulma |
| 18:00 (UTC+1) | Derrardja 27' | Relatório |            | Árbitro: SEN Malang Diedhiou    |

| 3 de maio     | CS Sfaxien   | 1 – 0     | MC El-Eulma | Stade Taïeb Mhiri, Sfax     |
| 19:15 (UTC+1) | Hannachi 46' | Relatório |             | Árbitro: ETH Tessema Bamlak |

|  |       | Penalidades |
|  | 6 – 7 |             |

| 19 de abril   | AC Léopards | 1 – 0     | Smouha | Stade Denis Sassou Nguesso, Dolisie |
| 15:30 (UTC+1) | Ndey 35'    | Relatório |        | Árbitro: GUI Aboubacar Bangoura     |

| 2 de maio     | Smouha                 | 2 – 0     | AC Léopards | Estádio de Alexandria, Alexandria |
| 18:00 (UTC+2) | Shoukry 24' · Amin 90' | Relatório |             | Árbitro: MLI Mahamadou Keita      |

| 19 de abril   | Moghreb Tétouan | 1 – 0     | Al-Ahly | Saniat Rmel, Tetuão         |
| 20:30 (UTC+1) | Iajour 90+1'    | Relatório |         | Árbitro: GAM Bakary Gassama |

| 2 de maio     | Al-Ahly  | 1 – 0     | Moghreb Tétouan | Estádio Petro Sport, Cairo      |
| 20:00 (UTC+3) | Said 42' | Relatório |                 | Árbitro: GAB Eric Otogo-Castane |

|  |       | Penalidades |
|  | 3 – 4 |             |

| 19 de abril | Raja Casablanca           | 2 – 2     | ES Sétif           | Estádio Mohamed V, Casablanca       |
| (UTC+1)     | Salhi 50' · Karrouchi 74' | Relatório | Benyettou 45', 66' | Árbitro: GHA Joseph Odartei Lamptey |

| 1 de maio     | ES Sétif                   | 2 – 2     | Raja Casablanca                  | Estádio 8 de Maio de 1945, Setif |
| 18:00 (UTC+1) | Belameiri 7' · Delhoum 49' | Relatório | Hafidi 58' · Karrouchy 90' (pen) | Árbitro: TUN Mohamed Said Kordi  |

|  |       | Penalidades |
|  | 4 – 1 |             |

| 18 de abril   | Stade Malien  | 2 – 2     | TP Mazembe             | Stade Modibo Kéïta, Bamako      |
| 17:00 (UTC+0) | Koné 74', 76' | Relatório | Traoré 27' · Adjei 51' | Árbitro: MAR Bouchaïb El Ahrach |

| 3 de maio     | TP Mazembe                | 2 – 1     | Stade Malien | Stade TP Mazembe, Lubumbashi |
| 15:30 (UTC+1) | Kasusula 26' · Assalé 66' | Relatório | Diabaté 63'  | Árbitro: ZAM Janny Sikazwe   |